# Pachyagrotis benigna
Pachyagrotis benigna är en fjärilsart som beskrevs av Corti 1926. Pachyagrotis benigna ingår i släktet Pachyagrotis och familjen nattflyn. Inga underarter finns listade i Catalogue of Life.